# NGC 1112
NGC 1112 è una vasta galassia a spirale intermedia situata nella costellazione dell'Ariete, a una distanza di circa 395 milioni di anni luce dalla nostra Via Lattea.

## Scoperta

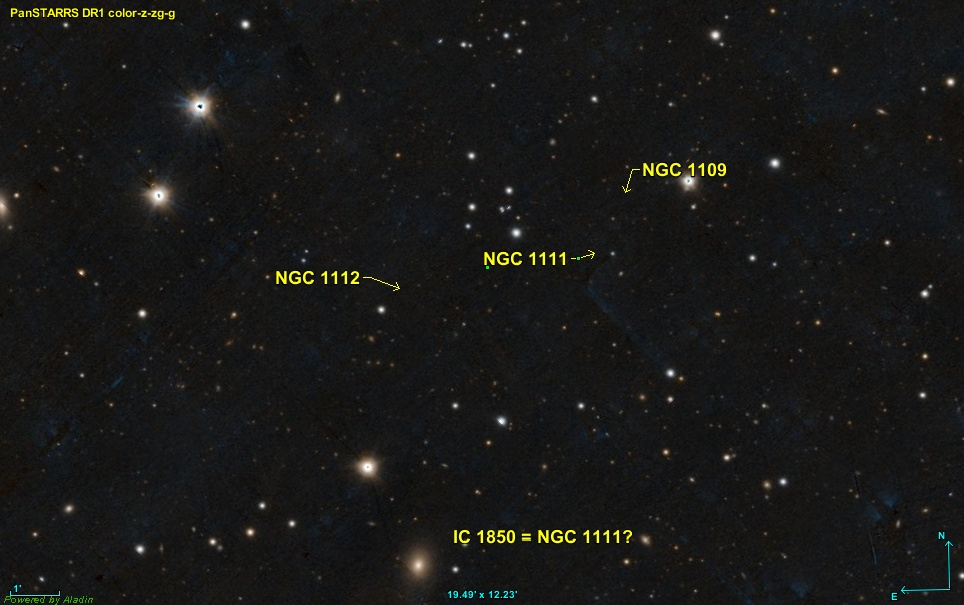
L'area di cielo indicata da Marth nella sua relazione sulla scoperta di NGC 1112.

La galassia è stata scoperta il 2 dicembre 1863 dall'astronomo tedesco Albert Marth.
Secondo Seligman, l'identificazione di questa galassia, così come delle altre scoperte nella stessa notte da Marth, è incerta in quanto nella posizione indicata dallo scopritore non è presente alcun oggetto celeste. L'oggetto potrebbe essere identificato come NGC 1109 o NGC 1111, o più ragionevolmente essere considerato un oggetto perduto o inesistente.

## Descrizione
NGC 1112 ha una classe di luminosità III e presenta una larga riga a 21 cm dell'idrogeno neutro.